# Sindrome di Treacher Collins
La sindrome di Treacher Collins o sindrome di Franceschetti-Zwahlen-Klein o disostosi mandibolo facciale è una patologia autosomica dominante (TCOF1, in 5q32-33.1) con una penetranza del 90% e un'espressività variabile. Il 60% dei casi è associato a una mutazione e un fattore di rischio importante è l'età paterna avanzata. La sua incidenza è stimata in 1/50000, 1/25000 nuovi nati.
Questa sindrome associa ipoplasia dei padiglioni auricolari (77%), un'atresia dei condotti uditivi esterni (36%), anomalie nella catena degli ossicini con conseguente sordità di trasmissione (40%), ipoplasia delle ossa malari e zigomatiche (80%) con un'obliquità antimongoloide delle rime palpebrali, coloboma della palpebra inferiore con assenza delle ciglia sul 1/3 inferiore, ipoplasia mandibolare (78%) e schisi palatina. Le malformazioni facciali sono generalmente bilaterali e asimmetriche. L'intelligenza è normale nella maggior parte dei casi.
Le difficoltà respiratorie si manifestano precocemente a causa del lume ristretto delle vie aeree superiori. La sordità deve essere corretta il più presto possibile per garantire un corretto sviluppo della parola.
Il paziente deve essere preso in cura immediatamente alla nascita per via delle difficoltà respiratorie soprascritte.
La terapia chirurgica e ortognatico-ortopedica deve seguire l'iter di crescita del paziente.